# Bulbophyllum heldiorum
Bulbophyllum heldiorum là một loài phong lan thuộc chi Bulbophyllum.